# Richard Gavin Reid

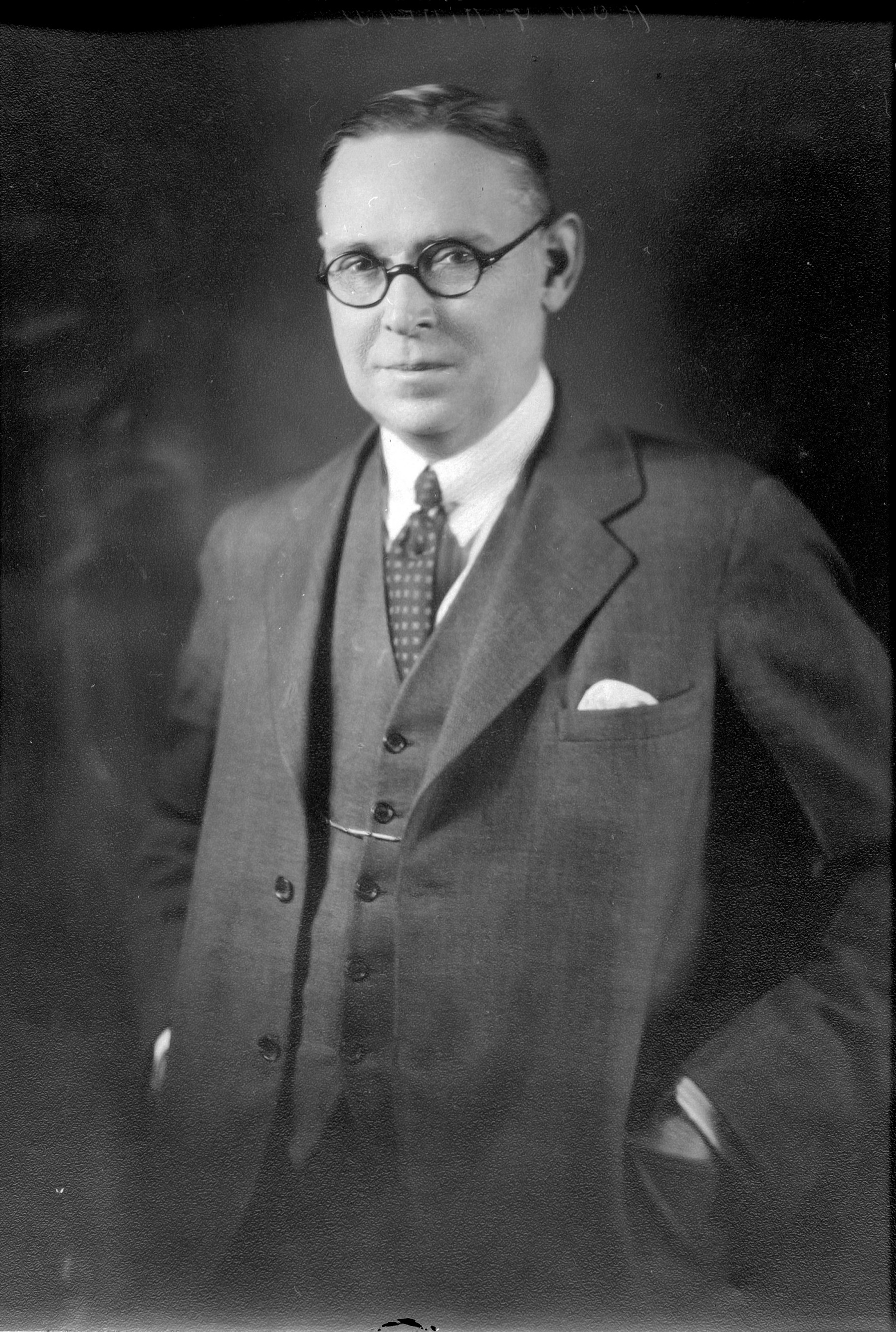
Richard Gavin Reid

Richard Gavin Reid (Glasgow, 17 januari 1879 - Edmonton (Alberta), 17 oktober 1980) was een Canadees politicus. Tussen 1934 en 1935 diende hij als 6e premier van de provincie Alberta. Hij vertegenwoordigde de United Farmers of Alberta.
Reid begon zijn politieke carrière in 1921 toen hij voor de UFA in de provinciale wetgevende vergadering werd gekozen. Nadat premier John Edward Brownlee in 1934 werd gedwongen op te stappen volgde Reid hem op. Het volgende jaar echter, bij provinciale verkiezingen, werden de UFA resoluut verslagen door de Social Credit Party of Alberta die onder leiding van William Aberhart de regering gingen vormen in Alberta.
In 1980, op 101-jarige leeftijd, overleed Reid te Edmonton.